# Andrzej Ziabicki
Andrzej Józef Ziabicki (ur. 9 września 1933 w Gdyni, zm. 14 marca 2019) – polski fizykochemik, badacz polimerów, autor wynalazków, profesor nauk technicznych, w latach 80. działacz ruchu nauki niezależnej.

## Życiorys
Po powstaniu warszawskim znalazł się w obozie przejściowym w Pruszkowie, następnie został wywieziony do Niemiec, skąd powrócił do Polski w 1946.

### Działalność naukowa
W 1953 ukończył chemiczne studia inżynierskie, w 1956 studia magisterskie na Politechnice Wrocławskiej. W latach 1955–1956 pracował jako asystent Pracowni Wymieniaczy Jonowych Instytutu Chemii Organicznej PAN we Wrocławiu, w latach 1956-1957 pracował w Instytucie Włókien Syntetycznych i Sztucznych w Gorzowie Wielkopolskim, w latach 1958-1959 w Zakładach Włókien Sztucznych w Gorzowie Wielkopolskim, jako technolog na Wydziale Przędzenia. W latach 1959–1967 był pracownikiem Instytutu Chemii Ogólnej w Warszawie, gdzie kierował Pracownią Fizyki Polimerów. W 1960 obronił na Politechnice Łódzkiej pracę doktorską O mechanizmie orientacji makrocząsteczek podczas formowania włókien syntetycznych ze stopionych polimerów napisaną pod kierunkiem Eligii Turskiej. W 1965 otrzymał na Politechnice Warszawskiej stopień doktora habilitowanego. Od 1966 pracował równocześnie w Katedrze Biofizyki Uniwersytetu Warszawskiego.
Od 1967 był pracownikiem Instytutu Podstawowych Problemów Techniki PAN, w 1974 otrzymał tytuł profesora nadzwyczajnego, w 1988 profesora zwyczajnego. Od początku lat 70. współpracował jako konsultant naukowy i techniczny z przemysłem polimerów i włókien chemicznych w USA, Europe Zachodniej, Japonii i Korei Południowej. W latach 1977–1978 i 1981-1982 był profesorem wizytującym na Uniwersytecie Kiotyjskim. 
Należał do Polskiego Towarzystwa Chemicznego (od 1954), Polskiego Towarzystwa Mechaniki Teoretycznej i Stosowanej (od 1970), Polskiego Towarzystwa Fizycznego (od 1979), European Physical Society (od 1979), The Society of Rheology, International Society for Interaction betweenMathematics and Mechanics, Polymer Networks Group, International Committe of Rheology (1986–1997). Był członkiem Komisji Polimerów PAN i Komitetu Mechaniki PAN (1975–1980).   

### Działalność społeczna
W latach 1944–1948 był członkiem ZHP, w latach 1948-1957 ZMP, w latach 1955–1967 PZPR. 
We wrześniu 1980 został członkiem Niezależnego Samorządnego Związku Zawodowego Pracowników Nauki, Techniki i Oświaty (NSZZ PNTiO), wszedł w skład Zarządu Głównego tej organizacji, w tym charakterze uczestniczył w zjeździe Międzyzakładowych Komitetów Założycielskich "Solidarności" w dniu 17 września 1980 w Gdańsku. w październiku 1980 został członkiem Niezależnego Samorządnego Związku Zawodowego „Solidarność”, należał do Komisji Zakładowej w IPPT PAN, publikował w „NTO. Informatorze wewnętrznym dla Kół Nauki-Techniki-Oświaty NSZZ „Solidarność”  Region Mazowsze". Od 1980 należał do Towarzystwa Popierania i Krzewienia Nauk, był członkiem jego rady w latach 1980-1982. 
Od 13 grudnia 1981 do 1989 był członkiem Tajnej Komisji Zakładowej NSZZ „Solidarność” w IPPT PAN, w grudniu 1982 został członkiem niezależnej Kasy Pomocy Stypendialnej, w 1983 został członkiem Społecznego Komitetu Nauki, wszedł w skład Rady Ogólnej SKN. Był współautorem rozdziału Nauka i polityka naukowa w Raporcie. Polska 5 lat po sierpniu (1985).  Uczestniczył w obradach Okrągłego Stołu jako ekspert w podzespole ds. nauki, oświaty i postępu technicznego. 
W latach 1989–1992 i 1996–1999 ponownie był członkiem Rady Towarzystwa Popierania i Krzewienia Nauk, a także przewodniczącym Komitetu Polityki Naukowej TPiKN w latach 1989–1992. Od 1989 był członkiem zarządu Fundacji im. Stefana Batorego, w tym w latach 1993–2000 jej wiceprezesem. Był także wiceprezesem Fundacji Młodzieżowej Przedsiębiorczości oraz członkiem Komitetu Doradczego Center for Innovation Policy in Research and Education.

### Odznaczenia i wyróżnienia
- S.G Smith Memorial Medal (1987)[9]
- Złoty Krzyż Zasługi (1989)[1]
- Medal im. Jana Zawidzkiego Polskiego Towarzystwa Chemicznego (1999)[1]
- Krzyż Kawalerski Orderu Odrodzenia Polski (2001)[10]